# 勞沃斯湖

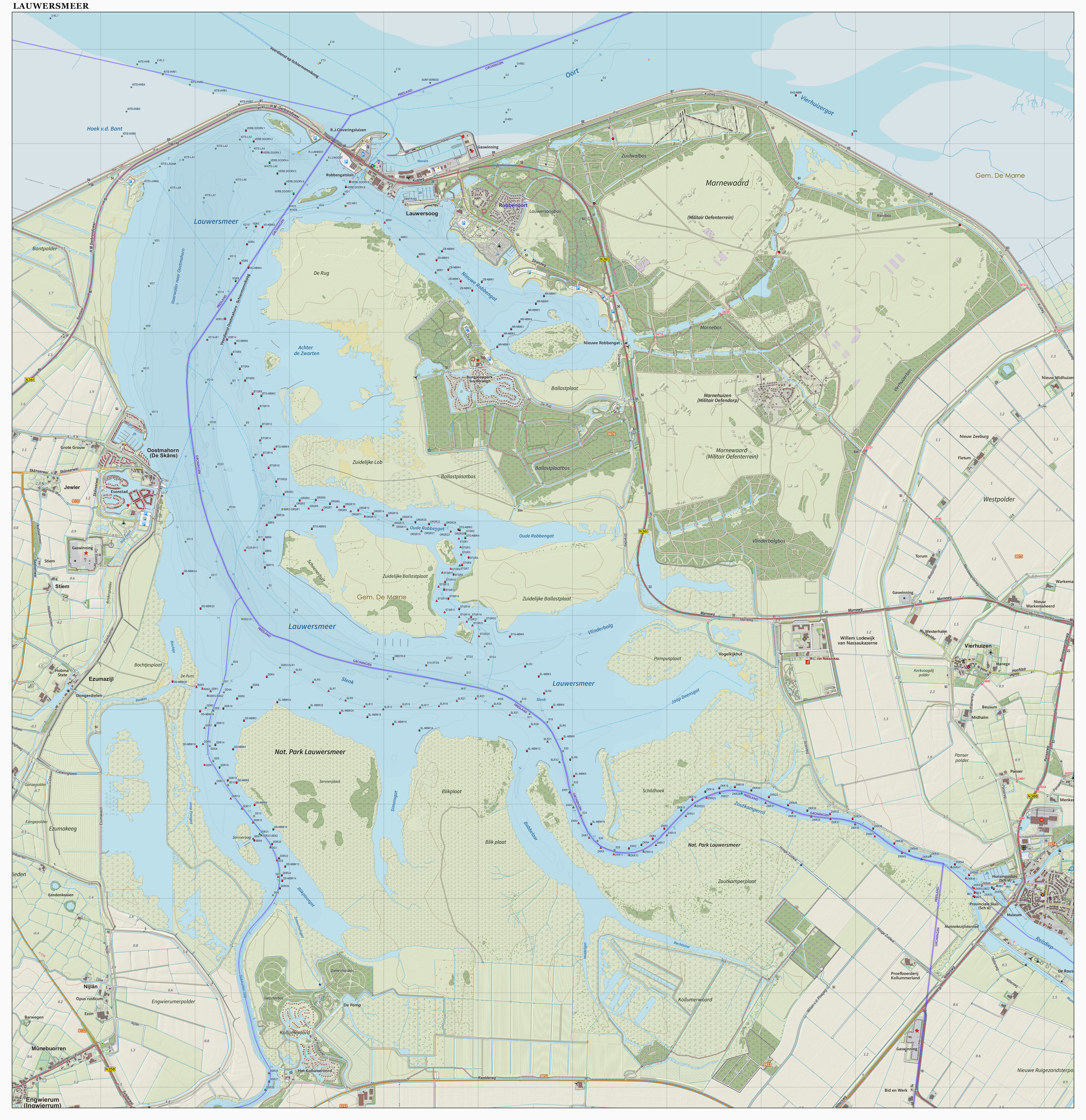

勞沃斯湖（荷蘭語：Lauwersmeer）是荷蘭的一個人工湖，位於荷蘭北部，地處格羅寧根省和弗里斯蘭省的交界處。勞沃斯湖形成於1969年5月23日，是因修建大堤使得北海和勞沃斯海分離而形成。這裡是一個著名的觀鳥勝地。勞沃斯湖中部和東部在2003年11月12日被劃入勞沃斯湖國家公園。